# The Mother of All Demos

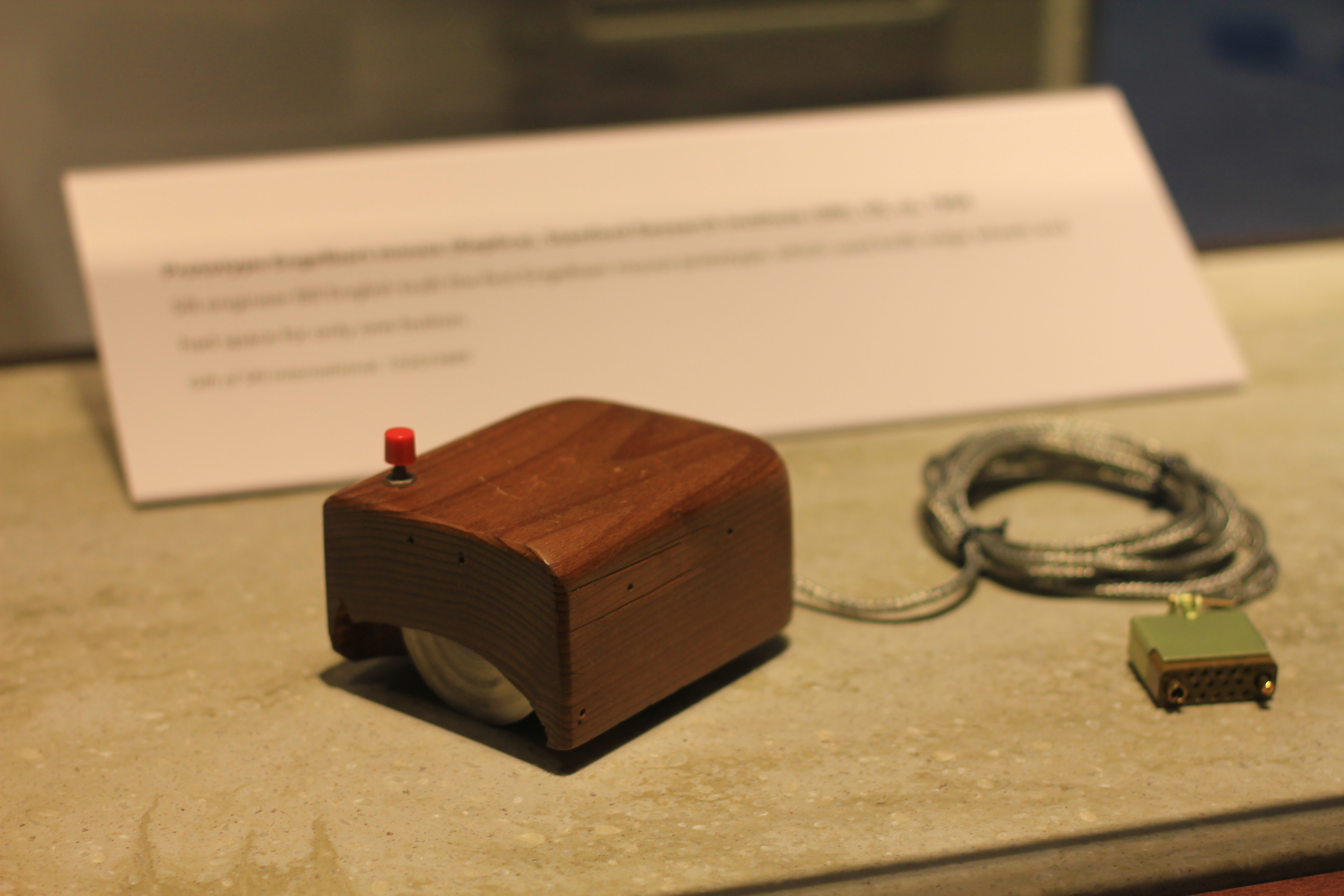
El primer prototip d'un ratolí per computadora, com va ser dissenyat per Bill English a partir dels croquis de Engelbart.

La Mare de Totes les Demos (The Mother of All Demos) és un nom donat de forma retrospectiva a la demostració de les tecnologies informàtiques experimentals de Douglas Engelbart el 9 de desembre de 1968 que ara són comunes. La demostració en viu va comptar amb la introducció d'un sistema anomenat NLS, que va incloure un dels primers ratolins d'ordinador, així com de les videoconferències, teleconferències, hipertext, processament de textos, hipermèdia i arxiu de vinculació dinámica, control de revisions i un editor en temps real col·laboratiu.

## Context
Durant els inicis dels anys 60, Engelbart havia reunit un grup d'enginyers informàtics i programadors al seu Augmentation Research Center de l'Institut de Recerca de Stanford amb la idea de millorar la computació per tal que no només fos un sistema matemàtic sinó que també fos una eina per comunicar-se, rebre informació i, en general, augmentar l'intel·lecte humà.
Al llarg de sis anys i amb l'ajuda econòmica de la NASA i l'ARPA, l'equip va anar aconseguint reunir totes les peces per la creació d'aquest nou model d'ordinadors.
Aquesta es tracta de la primera presentació pública de la NLS, a instància de Robert Taylor, el director d'ARPA.

## Contingut
Engelbart, amb l'ajuda del seu equip distribuït geogràficament, va demostrar el funcionament de la NLS ("sistema en línia") als professionals de la informàtica en una conferència que va comptar amb 1.000 assistents. La sessió es va presentar sota el títol “Un centre de recerca per augmentar l'intel·lecte humà” com a part de la conferència de Fall Joint Computer en el Brooks Hall a San Francisco.
Douglas Engelbart estava situat sobre l'escenari, als controls d'una estació de treball amb un ordinador la pantalla del qual es projectava a una pantalla situada a sobre seu.
Bill English apareix com coautor de l'article de la conferència del mateix nom i és reconegut com un dels principals enginyers responsables de NLS i la seva demostració. Alguns dels assistents excel·lents van ser Alan Kay, Charles Irby i Andy van Dam, així com Bob Sproull.
Aquests estaven connectats per teleconferència des de l'Institut de Recerca de Stanford, i s'intercalaven mitjançant un sistema de pestanyes amb els diferents esquemes de Douglas Engelbart amb els quals anava dirigint la presentació.
Durant els 90 minuts que aquesta va durar, es mostra el funcionament d'eines tan comunes actualment com el teclat, el copiar i enganxar, l'hipertext, la realitzacó d'una llista d'elements i un mapa associat a aquesta llista, l'edició col·laborativa de documents...
En una de les seves parts més famoses, Engelbart escriu una llista de la compra, i mentre ho fa, utilitza una estranya capsa de fusta amb petites rodes i una corda, que bateja amb el nom de "ratolí".

## Nom
Encunyat pel que sembla el 1994, el nom retrospectiu "La Mare de Totes les Demos" ha referència a "La Mare de Totes les Batalles", un nom usat pel president iraquià Saddam Hussein per descriure la Guerra del Golf de 1991, el terme "la mare de tots", posteriorment es va tornar àmpliament.
El primer ús d'aquest nom per parlar d'Engelbart s'atribueix al periodista Steven Levy al seu llibre de 1994, Insanely Great: The Life and Times of Macintosh, l'ordinador que ho va canviar tot, en el qual descriu l'esdeveniment com "una veu afable de control de la missió com la frontera final, que va passar brunzint davant dels seus ulls, va ser la mare de tots els les demos ".
Posteriorment, Andries van Dam va repetir la frase en el seu discurs durant la Conferència de 1998 de la revolució inconclusa Engelbart, en l'obertura de la tercera Sessió, i la frase també va ser citada el 2005 al llibre de John Markoff: What the Dormouse Said.

## Influències
Abans de la seva demostració, una gran part de la comunitat científica dels ordinadors pensava que Engelbart "era un boig." Van Dam estava treballant en un sistema similar, però va començar al 1967, i va quedar commocionat en veure com d'avançat l'NLS estava: pràcticament va abordar a Engelbart amb un seguit de preguntes durant la sessió de preguntes i respostes.Després que acabés d'interrogar-lo, Van Dam va acabar estant d'acord en que la demo de NLS era la millor que havia vist mai i finalment va acabar esdevenint una figura molt important a l'hora d'ensenyar disseny de gràfics d'ordinador als anys 70.
Quan els anys 70 estavan començant, la major part de l'equip de Engelbart va marxar d'ARC i va seguir el seu propi camí, molts d'ells acabant al Centre de Recerca de Palo Alto (PARC). D'entre aquests es trobava Bill English, qui posteriorment acabaria millorant el ratolí.A més, també va marxar el patrocinador d'Engelbart a la NASA i l'ARPA, Robert Taylor.Alan Kay, qui també va participar amb la demo, va desenvolupar Smalltalk, un llenguatge de programació d'objectes, mentre estava a PARC.
L'any 1973, el Xerox Alto ja era un ordinador personal totalment funcional similar al de NLS que Engelbert havia elaborat al 1968, però molt més petit i físicament refinat. Amb un ratolí conduït per GUI, el Alto influenciaria a Steve Jobs i l'ordinador Apple Macintosh i el seu sistema operador als anys 80.Finalment, El sistema operador de Microsoft Windows seguiria el de Macintosh i utilitzaria un mouse amb opció de dos botons com el de l'Alto o el NLS.
De moltes maneres, la influència d'Engelbart va créixer sobretot després de la seva conferència i va ser una figurada molt poc recordada durant els anys 70 i gran part dels 80, degut a la següent generació d'innovadors i emprenedors d'ordinadors com ara Steve Jobs i Bill Gates, els quals van esdevenir molt exitosos. Tot i això, durant el trentè aniversari de la demo, la Universitat Stanford va celebrar una conferència en el seu honor. Quan el quarantè aniversari va ser celebrat, la demo d'Engelbart va ser reconeguda com una de les més importants de la història.Al 2015, una actuació musical va ser anomenada "The Demo" i va ser composta i cantada per Mikel Rouse i Ben Neil.